# Мбинда
Мбинда (на френски: Mbinda) е град в Република Конго, разположен до границата с Габон. Той е транспортен център и е в края на железопътната линия за Бразавил.
Градът е разположен в южния край на 75-километровия въжен лифт от Моанда в Габон, по който се транспортира манганова руда за Бразавил. Лифтът е затворен през 1986 със завършването на Трансгабонската железница.
1. ↑  docplayer.fr